# Edwin Thompson Jaynes
Edwin Thompson Jaynes (ur. 5 lipca 1922 w Waterloo, zm. 30 kwietnia 1998 w Saint Louis) – amerykański fizyk teoretyk i matematyk, specjalista z mechaniki statystycznej, termodynamiki i probabilistyki. Był profesorem fizyki na Uniwersytecie Waszyngtona w St. Louis, Missouri.

## Życiorys
Jego prace badawcze dotyczyły głównie mechaniki statystycznej, podstaw termodynamiki i probabilistyki. W 1957 r. sformułował tzw. interpretację MaxEnt prawa maksimum entropii w termodynamice, jako szczególne zastosowanie bardziej ogólnej zasady wnioskowania Bayesowskiego. Uważał, że taka interpretacja jest już właściwe zawarta w pracach Gibbsa. Był także jednym z pierwszych, który interpretował teorię prawdopodobieństwa jako rozszerzenie logiki Arystotelesa.
W 1963 wraz z Fredem Cummingsem zamodelował kwantową ewolucję dwustanowego układu kwantowego w polu elektromagnetycznym. Model ten znany jest jako Model Jaynesa-Cummingsa.
Szczególnie dużo uwagi poświęcił na konstruowanie logicznych zasad, które umożliwiałyby przypisywanie a priori rozkładów prawdopodobieństwa.
Jego ostatnia książka, Probability Theory: The Logic of Science (Teoria prawdopodobieństwa: Logika nauki) zbiera różne wątki współczesnego pojmowania prawdopodobieństwa bayesowskiego oraz bayesowskiego wnioskowania statystycznego, oraz konfrontuje techniki bayesowskie z wynikami innych podejść. Została ona opublikowana w 2003 – już po śmierci Jaynesa – przez Cambridge University Press z niekompletnego manuskryptu pod redakcją Larry’ego Bretthorsta.